# Seedorf (Dannenberg)
Seedorf ist ein Ortsteil der Stadt Dannenberg (Elbe) in der Samtgemeinde Elbtalaue im Landkreis Lüchow-Dannenberg in Niedersachsen.
Das Dorf liegt 2,5 km nordöstlich vom Kernbereich von Dannenberg. Nordwestlich, 4 km entfernt, fließt die Elbe.
Am südlichen Ortsrand von Seedorf liegt der Gümser See.

## Geschichte
Seedorf war ursprünglich eine Gemeinde im Kreis Dannenberg und wurde 1929 in die Gemeinde Breese in der Marsch eingegliedert, die ihrerseits am 1. Juli 1972 Teil der Stadt Dannenberg wurde.